# Leahovo, Pazardjik
Leahovo (în bulgară Ляхово) este un sat în comuna Pazardjik, regiunea Pazardjik,  Bulgaria. 

## Demografie
Componența etnică a satului Leahovo
     Bulgari (97,69%)
     Nicio identificare (1,02%)
     Altele (1,27%)
La recensământul din 2011, populația satului Leahovo era de 391 locuitori. Din punct de vedere etnic, majoritatea locuitorilor (97,69%) erau bulgari. Pentru 1,02% din locuitori nu este cunoscută apartenența etnică.